# Rincón del Bonete (localidad)
Rincón del Bonete es una localidad uruguaya, del departamento de Tacuarembó, y forma parte del municipio de Paso de los Toros.

## Ubicación
La localidad se encuentra situada en la zona suroeste del departamento de Tacuarembó, sobre la margen norte del río Negro, junto a la Represa Hidroeléctrica homónima y a 8 km al este de la ciudad de Paso de los Toros.

## Demografía
Hacia 1985, Rincón del Bonete poseía una población de más de 250 habitantes, la enorme  mayoría funcionarios de U.T.E. y sus familiares. En la siguiente década, y a raíz de la decisión del organismo energético estatal de erradicar a sus funcionarios de dicha localidad, la población descendió drásticamente. De acuerdo al censo de 2011, la localidad contaba con una población de 54 habitantes. Para el año 2018, la población fija no superaba los 30 habitantes. 
| -             | - | - | - | - | 97 | 54 |
| (Fuente: INE) |   |   |   |   |    |    |